# Pio Vito Pinto
Pio Vito Pinto (* 29. März 1941 in Noci) ist ein italienischer Geistlicher, Kanonist und emeritierter Dekan der Römischen Rota.

## Leben
Pio Vito Pinto empfing am 8. September 1967 die Priesterweihe. Er war vom 25. März 1995 bis zum 22. September 2012 Auditor-Prälat (Vernehmungsrichter) der Römischen Rota. Papst Benedikt XVI. ernannte ihn am 22. September 2012 zum Dekan der Römischen Rota und am 10. Dezember 2012 zum Präsidenten des Corte di Apello dello Stato Città del Vaticano.
Am 29. März 2021, seinem 80. Geburtstag, trat Pinto als Dekan der Römischen Rota zurück.